# Chiesa di Santa Maria al Ponte
La chiesa di Santa Maria al Ponte o dell'Ospedale si trova nel territorio del comune di Malegno in Val Camonica, provincia di Brescia.
La piccola struttura sorge su un'ansa del fiume Oglio, nelle vicinanze dell'antico ponte che congiungeva i territori di Cividate Camuno e Malegno.
Presso l'edificio è visibile uno slanciato campanile con delle monofore molto strombate.
Le origini della chiesa si legano all'antico ospizio - xenodochio (da cui il nome ospedale) amministrato dalla pieve di Cividate, già attestato nell'anno Mille e sotto l'amministrazione dell'ordine degli Umiliati.
Nella metà del XIII secolo si ha l'erezione dell'attuale chiesa, sulla precedente cappella dedicata all'Epifania ed ai Magi, protettori dei viandanti. 
La struttura esterna venne nuovamente rimaneggiata nel XVII secolo.
All'interno sono presenti affreschi del XIV e XV secolo, riportati alla luce da recenti restauri. 
Riporta sull'ingresso tali iscrizioni:
(Iscrizione sinistra)
(Iscrizione destra)